# Héctor Tomasi
	Héctor Julio Tomasi (ur. 5 lipca 1928 w Buenos Aires) – argentyński bobsleista, trzykrotny olimpijczyk.

## Życiorys
Wystąpił w dwóch konkurencjach bobslejowych na zimowych igrzyskach olimpijskich w 1948 w Sankt Moritz: w dwójkach, razem z Marcelo de Ridderem, w której zajęli 15. miejsce i w czwórkach (z de Ridderem, Justo del Carrilem i Salvadorem Correą), w której zajęli 12. miejsce. Na kolejnych zimowych igrzyskach olimpijskich w 1952 w Oslo zajął 8. miejsce w konkurencji czwórek (razem z nim osadę argentyńską tworzyli: Roberto Bordeu, Carlos Tomasi i Carlos Sareisian).
Na swych trzecich zimowych igrzyskach olimpijskich w 1964 w Innsbrucku zajął 18. miejsce w dwójkach (razem z Fernando Rodríguezem) i 16. miejsce w czwórkach (z Rodríguezem, Bordeu, Hernánem Agote i Carlosem Tomasim, który zastąpił Bordeu w ostatnim ślizgu).